# خواجة شمس الدين عظيمي
خواجة شمس الدين عظيمي (بالأردية: شمس الدین عظیمی)؛ (17 أكتوبر 1927 – 21 فبراير 2025) هو عالم مسلم متصوف باكستاني، نال الإجازة والتفويض من مرشده محمد عظيم برخيا، مؤسس وشيخ الطريقة العظيمة، وخلفه في مشيختها. ألف أكثر من عشرين كتابًا في مختلف موضوعات الروحانيات والمراقبة، وكان رئيس تحرير المجلة الشهرية «روحاني ديجست» و«قلندر شعور» في كراتشي. كما أسس سلسلة من ثلاثة وخمسين مركزًا للتأمل حول العالم. ينحدر عظيمي من الصحابي أبي أيوب الأنصاري عبر أبي إسماعيل الهروي.